# 1-я Белогорская улица
1-я Белого́рская у́лица (до 1986 года — улица Лермонтова) — улица в Москве в ЮЗАО в районе Южное Бутово. Улица расположена от 2-й Белогорской улицы до Горловского проезда. Застроена частными домовладениями. Она параллельна Варшавскому шоссе.

## Описание
Всего на данной улице находится 6 частных домовладений. Улица асфальтирована, имеет только одну полосу движения, не имеет разметки. По всему периметру находится лесной массив.
1-я Белогорская улица, как и 2-я Белогорская улица, обслуживается почтовым отделением 117623.

## Происхождение названия
1-я Белогорская улица названа 6 февраля 1986 года в честь крымского города Белогорска. Прежнее название — улица Лермонтова (в посёлке Бутово) — было дано в честь русского поэта Михаила Лермонтова.